# Los complots del gran visir Iznogud
Los complots del gran visir Iznogud es el segundo libro de la serie de historietas Iznogud, fue publicado en 1967. Guion de René Goscinny y dibujos de Jean Tabary. En castellano fue editado por la editorial Grijalbo-Dargaud en 1990, con domicilio en Barcelona.

## Resumen
Cuenta con seis historietas diferenciadas:

### Las ranas del califato
Iznogud intenta ser califa en lugar del califa convirtiendo al Califa en rana tras toparse con un príncipe imberbe el cual le revela la naturaleza del hechizo, pero cuando el califa se convierte en rana decide tomar el poder el príncipe, el cual es un apasionado de hervir a disidentes en aceite hirviendo. Finalmente Iznogud deshace el conjuro para salvar su vida, deponiendo al príncipe quien saluda al Califa.

### Ojos grandes
Iznogud intenta ser califa en lugar del califa mediante un hipnotizador de baja estatura y ojos grandes tras cerciorarse de que el hipnotismo es real. Al llegar a palacio Iznogud le pide que el califa se convierta en asno, pero siempre ocurre un gag cómico que arruina el conjuro. Finalmente cuando el hipnotizador exige el pago Iznogud le cuestiona el pagarle por lo que el hipnotizador furioso lo convierte en tapia.

### El brebaje occidental
Iznogud intenta ser califa tras descubrir a un príncipe medieval el cual probó su brebaje occidental que hace que la gente vuele como un globo, pero el príncipe advierte a Iznogud que si la bebida está tibia sólo dará hipo y si está fría no surtirá efecto alguno.

### La máquina del tiempo
Iznogud intenta ser califa usando una máquina del tiempo y mandando al califa a la prehistoria. En esta historia aparece un nuevo personaje que es el propio Jean Tabary quien permanecía atrapado en el tiempo. Dentro de su armario se encuentra un neandertal que evidentemente no sabe hablar y va propinando golpes a todo el que se cruza en su camino.

### El pícnic
Iznogud intenta ser califa abandonando al propio califa sin agua en el desierto pero se encuentra a un nómada que posee una piscina instalada, luego un mercader al cual estafaron con el aceite y le dieron agua, luego a otro mercader el cual llora porque las peras eran acuosas.

### Cambios de cuerpo
Iznogud intenta ser califa tras ser informado por su secuaz de la existencia de una copa mediante la que  se cambia de cuerpo al beber de ella las personas que lo hacen. En esto Iznogud toma el cuerpo del califa y empieza su tiránico mandato, con su secuaz en el cuerpo de un faquir, tras una revolución el visir en el cuerpo del califa es depuesto mientras que el califa en el cuerpo de Iznogud es liberado de la celda. 
- Datos: Q3231669